# Тейлор (округ, Вісконсин)
Шаблон:StateAbbr_ 45°13′ пн. ш. 90°30′ зх. д. / 45.21° пн. ш. 90.5° зх. д.
 Тейлор (англ. Taylor County) — округ (графство) у штаті  Вісконсин. Ідентифікатор округу 55119.

## Історія
Округ утворений 1875 року.

## Демографія
За даними перепису 
2000 року 
загальне населення округу становило 19680 осіб, зокрема міського населення було 4204, а сільського — 15476.
Серед них чоловіків — 9966, а жінок — 9714. В окрузі було 7529 домогосподарств, 5343 родин, які мешкали в 8595 будинках.
Середній розмір родини становив 3,1.
Віковий розподіл населення поданий у таблиці:
| Стать    | До 15 років | 15-21 | 22-29 | 30-39 | 40-49 | 50-65 | 65-85 | Понад 85 |
| -------- | ----------- | ----- | ----- | ----- | ----- | ----- | ----- | -------- |
| Чоловіки | 2223        | 1046  | 843   | 1447  | 1620  | 1465  | 1162  | 160      |
| Жінки    | 2027        | 953   | 779   | 1392  | 1497  | 1396  | 1363  | 307      |

## Суміжні округи
- Прайс — північ
- Лінкольн — схід
- Марафон — південний схід
- Кларк — південь
- Чиппева — захід
- Раск — північний захід

## Виноски
1. ↑  U.S. Decennial Census. United States Census Bureau. Архів оригіналу за 12 травня 2015. Процитовано 9 серпня 2015.
2. ↑  Historical Census Browser. University of Virginia Library. Архів оригіналу за 11 серпня 2012. Процитовано 9 серпня 2015.
3. ↑  Forstall, Richard L., ред. (27 березня 1995). Population of Counties by Decennial Census: 1900 to 1990. United States Census Bureau. Процитовано 9 серпня 2015.
4. ↑  Census 2000 PHC-T-4. Ranking Tables for Counties: 1990 and 2000 (PDF). United States Census Bureau. 2 квітня 2001. Процитовано 9 серпня 2015.
5. ↑  State & County QuickFacts. United States Census Bureau. Архів оригіналу за 25 лютого 2016. Процитовано 24 січня 2014. [Архівовано 2016-02-25 у Wayback Machine.](англ.) Наведено за англійською вікіпедією.
6. ↑  American FactFinder. Бюро перепису населення США. Архів оригіналу за 26 лютого 2012. Процитовано 31 січня 2008. [Архівовано 2008-05-21 у Wayback Machine.]

| США | Це незавершена стаття з географії США. Ви можете допомогти проєкту, виправивши або дописавши її. |